# Josep de Camporrells i de Sabater
Josep de Camporrells i de Sabater fou un eclesiàstic i polític català, que va ser ardiaca d'Andorra, canonge de la Seu d'Urgell i president de la Generalitat de Catalunya (1671-1674).
Era fill de Bernat Miquel de Camporrells i d'Herclé, baró de la vila de Biosca, i de Magdalena de Sabater i d'Oluja, de Barcelona. La família Camporrells tenia la senyoria de Biosca des del segle xiv. La seva família tenia una àmplia presència als estaments religiosos i polítics.
L'any 1641 va ocupar el canonicat de Vilamitjana de la Seu d'Urgell que Pau Claris havia deixat al morir el 27 de febrer de 1641. En aquella època el bisbe d'Urgell, Pau Duran, de tendències filipistes, estava enfrontat amb els canonges que, com Camporrells, eren partidaris dels francesos. Amb tot, el 1652 Camporrells va ser acusat de ser afecte al rei espanyol per part del canceller de l'audiència Llorenç de Barutell i Puigmartí i acabà sent desterrat a Begues juntament amb Jaume de Copons i de Tamarit. Quan Barcelona va ser reconquerida el 1652, els dos desterrats varen ocupar el lloc de vicaris generals de la Seu d'Urgell.
Va ser síndic del Capítol de la seu de Barcelona el 1661, període en què va ser insaculat.
Va ésser nomenat president de la Generalitat de Catalunya el 22 de juliol de 1671. Tot i la teòrica pau entre Espanya i el Regne de França després de la guerra de Devolució i la Tractat d'Aquisgrà, la realitat era que a les fronteres continuaven les batusses i, en conseqüència, les tropes reials estaven instal·lades arreu de Catalunya. Les contínues tensions amb la població pel reiteratiu problema de l'allotjament i avituallament portava a la Diputació a protestar sovint davant de l'indolent virrei Francisco Fernández de Córdoba i Pimentel. Finalment va caldre enviar un ambaixador a veure la reina regent, Marianna d'Àustria. Es varen presentar diversos memorials de greuges en els anys següents però tots patien una lentitud en el seu tractament insuportable. La pressió mitjançant la denúncia davant del Consell d'Aragó va aconseguir la substitució del duc de Sessa com a virrei per Francisco de Tutavila y del Rufo, amic personal de Joan d'Àustria, el 17 d'agost de 1673.